# Montgomery County (Missouri)
Montgomery County is een county in de Amerikaanse staat Missouri.
De county heeft een landoppervlakte van 1.392 km² en telt 12.136 inwoners (volkstelling 2000). De hoofdplaats is Montgomery City.